# Бойчета
Бòйчета е село в Северна България, община Габрово, област Габрово.

## География
Село Бойчета се намира на около 9 km юг-югоизточно от центъра на областния град Габрово. Разположено е в северните разклонения на Шипченска планина, по обърнат на североизток долинен склон на течащата на около 300 m от селото и 80 – 90 m по-ниско от него река Сивяк – ляв приток на Янтра. До село Бойчета води общински път, започващ при Етнографския музей на открито „Етър“ в габровския квартал „Етър“ и минаващ през село Червена локва. Надморската височина в западния край на селото достига до около 680 m, на изток намалява до около 605 m, а средно е около 635 m.
Населението на село Бойчета наброява 5 души при преброяването към 1985 г. и е без постоянно живеещо население към 2011 г. и 2019 г.
При липсата на постоянно живеещо население, много недвижими имоти в село Бойчета продължават да се ползват по подобие на вилни имоти.
Село Бойчета, което е затворено в землището на село Чарково, попада в обхвата на природен парк „Българка“.

## История
През 1951 г. съществувалото дотогава селище колиби Бойчетата е включено в новосъздаденото село Водници. През 1971 г. село Водници е присъединено към Габрово. Село Бойчета е създадено през 1983 г. чрез отделяне от Габрово.